# Szalagos meghajtó

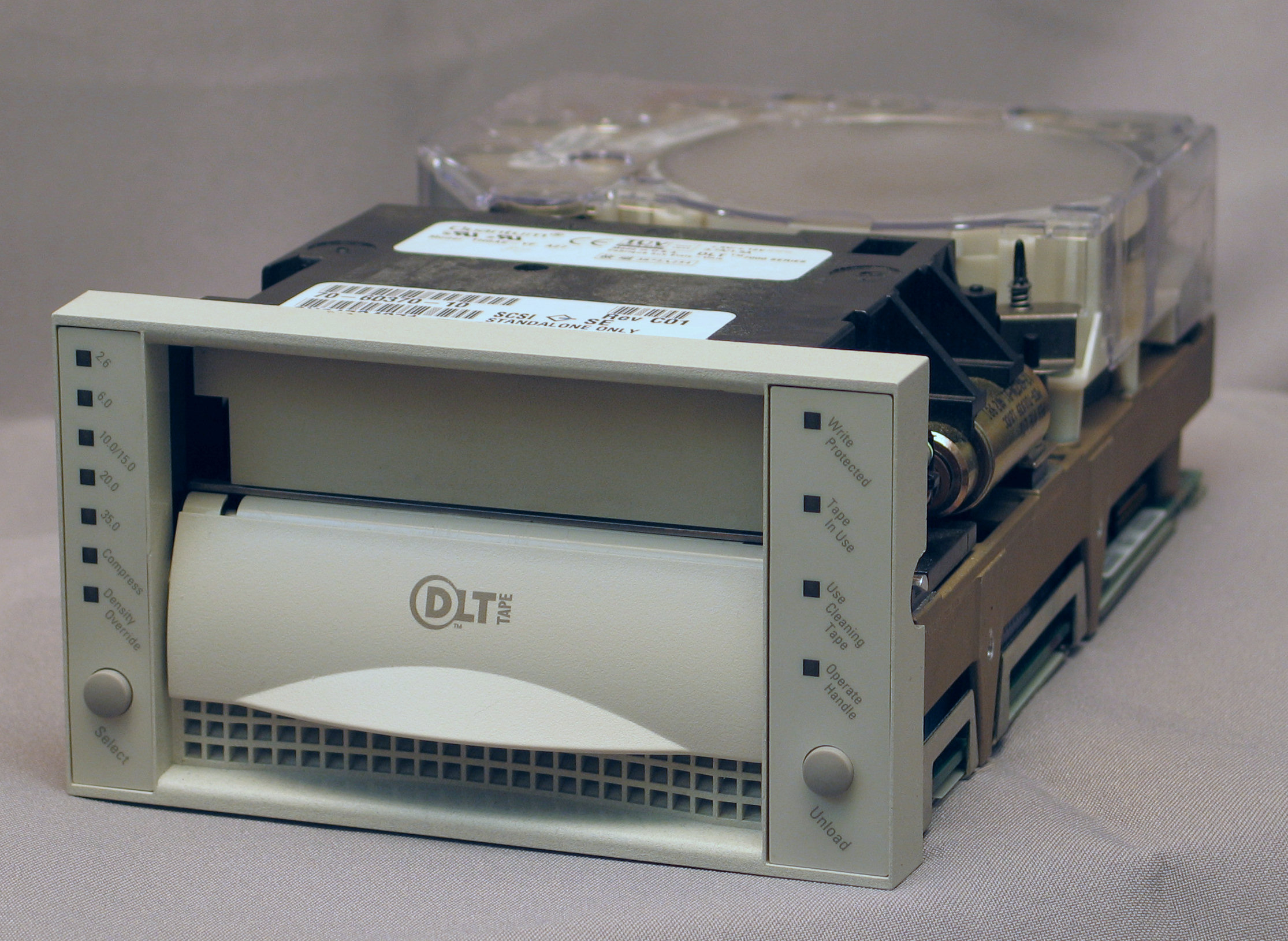
DLT 7000 szalagos meghajtó

A szalagos meghajtó, angolul streamer egy olyan számítógépes hardvereszköz, mely mágneses technikával, mágnesszalagra rögzíti a bináris adatokat. Az ilyen jellegű adattárolás napjainkban már főleg csak archiválási célokat szolgál, mivel a technológia adatsűrűségének és költségeinek aránya kedvezőbb, mint más adattároló eszközök esetében.
A véletlen hozzáférésű háttértárakkal ellentétben (például merevlemez) itt az egyes összetartozó bitek (optimális esetben) folytonos sorrendben követik egymást, az adattöredezettség minimalizálása végett. A bizonyos mértékben töredezett adatokat hordozó szalagos meghajtók a hasonló mértékben fragmentált merevlemezekhez képest rendkívül magas átlagos elérési idővel rendelkeznek, mivel a megfelelő adat megtalálásához a meghajtónak ide-oda kell tekergetnie a szalagtekercset.
Szalagos meghajtók többféle interfészen keresztül is csatlakozhatnak a számítógéphez. A legelterjedtebb a SCSI csatolók használata, de létezik üvegszálas, FICON, ESCON, soros, IDE, USB, vagy FireWire csatolás is.